# Bureau Européen des Unions de Consommateurs
Het Bureau Européen des Unions de Consommateurs (BEUC) is een Europese overkoepelende organisatie van verbruikersorganisaties. Het is gevestigd in Brussel en richt zich vooral op de organen van de Europese Unie.
Het BEUC werd in 1962 opgericht om ook in het groeiende Europa de belangen van de verbruiker te kunnen behartigen. De Nederlandse Consumentenbond is een van de oprichters, samen met de Belgische Verbruikers Unie Test-Aankoop, het Franse UFC Que Choisir en het Duitse AGV. Het BEUC werkt onder andere samen in het in 2002 opgerichte Europese Autoriteit voor Voedselveiligheid, ook wel de European Food Safety Authority of EFSA genoemd.

## Leden
| Land                | Naam van de vereniging                                                         |
| ------------------- | ------------------------------------------------------------------------------ |
| België              | Test-Aankoop                                                                   |
| Bulgarije           | Aktivni potrebiteli                                                            |
| Cyprus              | Cyprus Consumers’ Association - CCA                                            |
| Denemarken          | Forbrugerrådet Tænk                                                            |
| Duitsland           | Stiftung Warentest                                                             |
| Duitsland           | Verbraucherzentrale Bundesverband – vzbv                                       |
| Estland             | Eesti Tarbijakaitse Liit - ETL                                                 |
| Finland             | Kilpailu- ja kuluttajavirasto - KKV                                            |
| Finland             | Kuluttajaliitto-Konsumentförbundet                                             |
| Frankrijk           | Consommation Logement Cadre de vie - CLCV                                      |
| Frankrijk           | UFC Que Choisir                                                                |
| Griekenland         | Association for the Quality of Life - EKPIZO                                   |
| Griekenland         | Consumers' Protection Center - KEPKA                                           |
| Hongarije           | National Federation of Associations for Consumer Protection in Hungary - FEOSZ |
| Hongarije           | Országos Fogyasztóvédelmi Egyesület - OFE                                      |
| Ierland             | Consumers' Association of Ireland - CAI                                        |
| IJsland             | Neytendasamtökin - NS                                                          |
| Italië              | Altroconsumo                                                                   |
| Italië              | Consumatori Italiani per l'Europa - CIE                                        |
| Letland             | Latvijas Patērētāju interešu aizstāvības asociācija - PIAA                     |
| Litouwen            | Lietuvos vartotojų organizacijų aljansas - LVOA                                |
| Luxemburg           | Union luxembourgeoise des consommateurs - ULC                                  |
| Noord-Macedonië     | Consumers' Organisation of Macedonia - OPM                                     |
| Malta               | Ghaqda tal-Konsumaturi - CA Malta                                              |
| Nederland           | Consumentenbond                                                                |
| Noorwegen           | Forbrukerrådet                                                                 |
| Oostenrijk          | Arbeiterkammer                                                                 |
| Oostenrijk          | Verein für Konsumenteninformation – VKI                                        |
| Polen               | Federacja Konsumentów - FK                                                     |
| Polen               | Stowarzyszenie Konsumentów Polskich - SKP                                      |
| Portugal            | DECO - Associação Portuguesa para a Defesa do Consumidor                       |
| Roemenië            | APC România                                                                    |
| Slovenië            | Zveza Potrosnikov Slovenije - ZPS                                              |
| Slowakije           | ZSS - Association of Slovak Consumers                                          |
| Tsjechië            | dTest                                                                          |
| Spanje              | Confederación de consumidores y usuarios – CECU                                |
| Spanje              | Organización de consumidores y usuarios – OCU                                  |
| Verenigd Koninkrijk | Citizens Advice                                                                |
| Verenigd Koninkrijk | Which?                                                                         |
| Zweden              | Sveriges Konsumenter                                                           |
| Zwitserland         | Fédération romande des consommateurs - FRC                                     |